# هانتر، آرکانزاس
هانتر (به انگلیسی: Hunter) یک شهر در ایالات متحده آمریکا است که در شهرستان وودراف، آرکانزاس واقع شده‌است. هانتر ۱٫۶۰ کیلومتر مربع مساحت و ۱۰۵ نفر جمعیت دارد و ۶۴ متر بالاتر از سطح دریا واقع شده‌است.